# Вторинна тріщинуватість

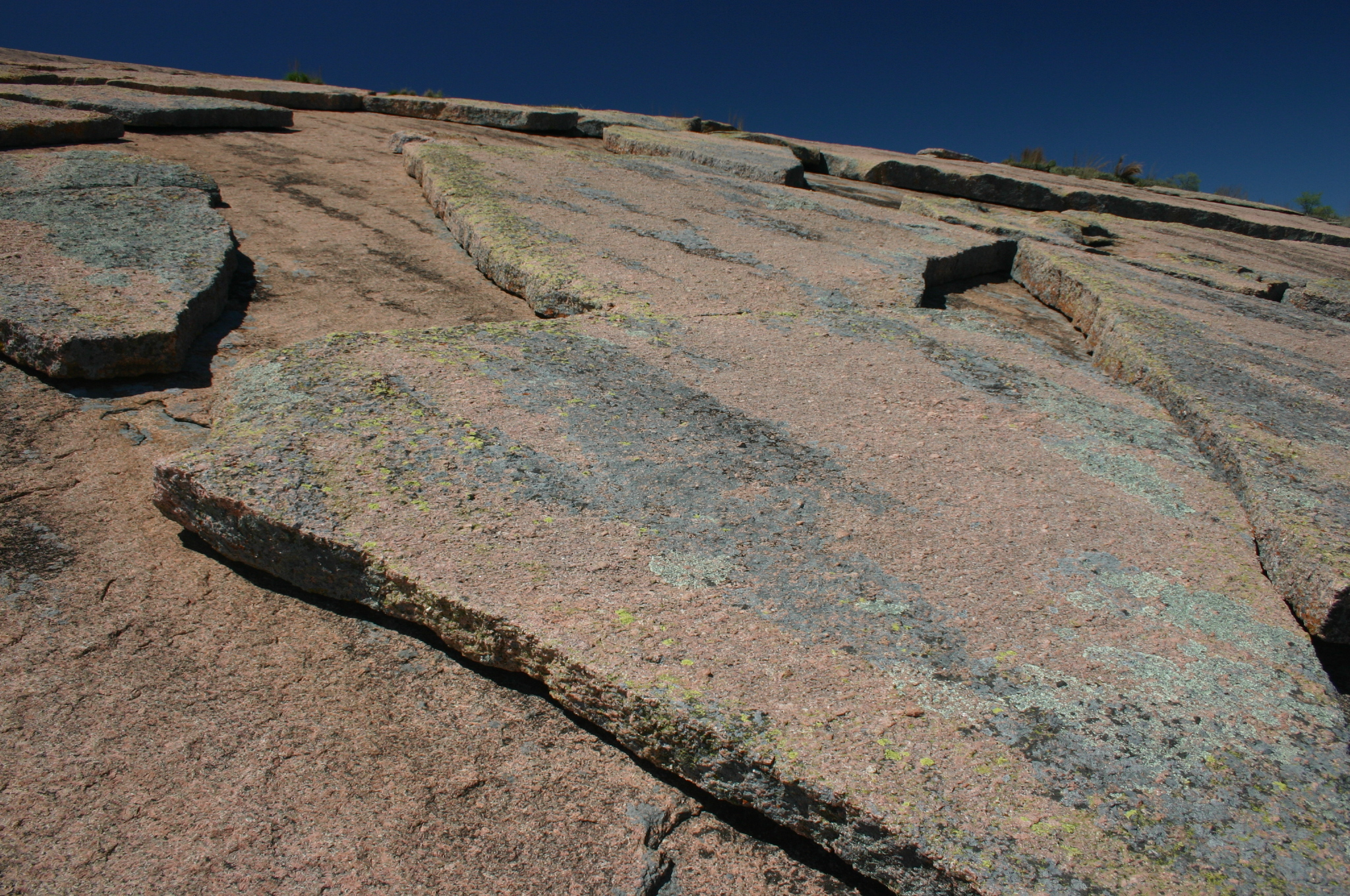
Вторинна тріщинуватість граніту (парк Енчантед-Рок, Техас, США)

Втори́нна тріщинува́тість або відшаровува́ння в геології — тип ерозії, що переважно виникає в районах циклічного нагрівання і охолоджування кам'яних поверхонь, звичайно в результаті значних щоденних перепадів температури.